# Mariano Miguel de Val

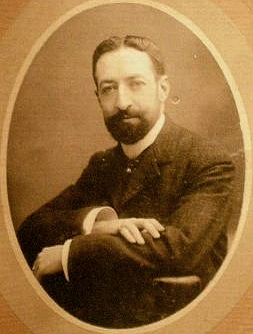
Mariano Miguel de Val.

Mariano Miguel de Val (Madrid, 3 de agosto de 1875 - ibídem, 7 de agosto de 1912) fue un escritor español.

## Vida
Hijo de Mariano de Val Jiménez, un creyente protestante y abogado natural de Morata de Jalón (provincia de Zaragoza) y de María Dolores Samos, natural de Lanjarón (provincia de Granada). Pasó su infancia entre Madrid y Zaragoza, se licenció en Derecho y Filosofía y Letras en la Universidad Central de Madrid y aunque ejerció la abogacía, pasaba la mayor parte de su tiempo dedicado a su pasión: la literatura. Publicó su primera colección de poemas, titulada Ensayos, en Oñate (Guipúzcoa) en 1896, y desde entonces hasta su prematura muerte en 1912 siguió publicando poesía, teatro, ensayo, artículos y reseñas críticas en prensa.

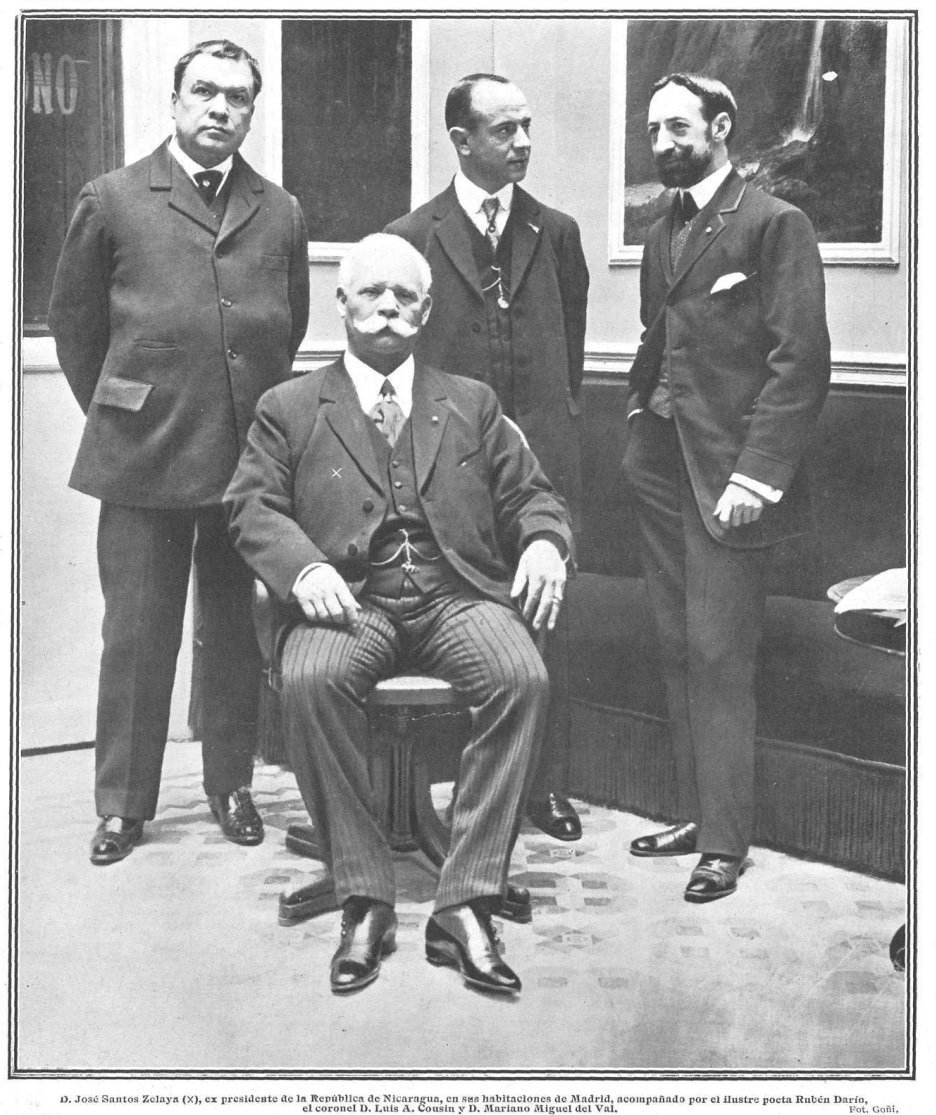
Mariano Miguel de Val, junto a José Santos Zelaya, Rubén Darío y el coronel Luis A. Cousin en Madrid en 1910, por Goñi.

Pese a su corta vida, fueron muchos y variados los proyectos que emprendió y los cargos que desempeñó: Fue secretario y director del Ateneo Artístico Científico y Literario de Madrid, director de la revista Ateneo y del Diario de Avisos de Zaragoza, representante en España de la revista argentina Caras y Caretas, colaborador de Heraldo de Aragón, La Ilustración Española y Americana, El Liberal, la Revista Aragonesa, la Revista Gallega, Vida Nueva, Cultura Hispanoamericana o El Fígaro de la Habana, entre otros.
Fue también secretario de la Legación de Nicaragua en Madrid (cuya sede estuvo en su propia casa en la calle Serrano, 27, hoy Serrano, 31), fundador y secretario de la tristemente efímera Academia de la Poesía, director y editor de la Biblioteca Ateneo, y amigo personal de Segismundo Moret, jefe de gobierno, así como del rey Alfonso XIII y los infantes, y de otros muchos personajes relevantes de la vida política, social y cultural de entonces. 
Rubén Darío, con quien mantuvo una estrecha amistad, le dedicó su Poema del otoño, y diría de él en un artículo que lleva su nombre: 

«Miguel de Val que también es poeta y que quiere el bien de los poetas, está en todo, es múltiple, es complejo, es universal (...) es terrateniente, mundano, abogado, amigo del rey, de los infantes, redactor en varios periódicos, director de un diario de provincias, director de la respetable revista Ateneo, director y editor de la Biblioteca Ateneo, pertenece a la legación de Nicaragua, fue iniciador del romancero de los sitios (...) inicia, realiza y colabora en cien cosas más!»

Darío solía decirle cariñosamente «hombre admirable, ¡admirable!».
 
Mantuvo también amistad con otros jóvenes y destacados escritores del momento como Juan Ramón Jiménez, Manuel Machado, Antonio Machado, Amado Nervo, Eduardo de Ory, Carlos Fernández Shaw, Ramón María del Valle-Inclán y Francisco Villaespesa. Participó muy activamente en la vida cultural de Madrid y Zaragoza animando los actos del Centenario del Quijote en el Ateneo o formando parte en 1908 de la comisión organizadora del homenaje a Los Sitios de Zaragoza, por ejemplo.
La necrológica publicada en la revista Ateneo en agosto de 1912. dijo de él:

«Hombre activísimo, resuelto, emprendedor hasta la temeridad, de trato extraordinariamente encantador y ameno, dejaba entrever en ocasiones la sombra de una suave y profunda melancolía, que no es difícil observar en el fondo de sus composiciones poéticas. Algunos de sus amigos le llamaban por eso "el poeta triste".»

El Diario de Avisos de Zaragoza el 8 de agosto de 1912 decía:

«Mariano Miguel de Val, el escritor correctísimo, el versificador fácil y ameno, el hombre culto y bondadoso, ha dejado de existir en plena juventud, cuando su talento y su cultura prometían rendir frutos sazonados y copiosos. Ya sabíamos que una dolencia traidora minaba lentamente la existencia del que fue nuestro director y seguía siendo nuestro amigo cordial mas no sospechábamos la inminencia de un desenlace tan cruel.»

Dejó una novela inédita y varios poemas póstumos que aparecieron en un número especial que la revista Ateneo le dedicó en enero de 1913.

## Obra
Poesía
Ensayo (1896)
Edad Dorada (1905)
Policromías (1905)
Romancero de los sitios de Zaragoza (1908)
Camino de la vida (en prensa)
Perdurables (inédito)
Crítica
Castelar literato y orador (1900)
La poesía del “Quijote” (1905)
Los novelistas en el teatro (1907)
Tentativas dramáticas de doña Emilia Pardo Bazán (1907)
Cancionero de los amantes de Teruel (1907)
Alfredo Vicenti poeta (1907)
Los sitios de Zaragoza, homenaje a los generales franceses y españoles (1908)
De lo bueno y lo malo (críticas) (1909)
Las literaturas regionales (en prensa)
Novela
El gabinete de los secretos (en prensa)
Teatro
Las dos luces (diálogo en verso) (1905)
Teatro de Martín de Samos (en colaboración con Adolfo Bonilla San Martín)
-El barbero de Sevilla (1908)
-El burlador de Salamanca (1908)
Teatro de salón (en prensa)